# Paris université club (baseball, softball et cricket)
Pour un article plus général, voir Paris université club.
Uniformes
Le Paris Université Club baseball, softball et cricket est une section du club omnisports du même nom. L'équipe fanion de la section baseball évolue en Élite et les matches à domicile sont disputés au Stade Pershing dans le Bois de Vincennes.
La section baseball du PUC s'impose comme l'équipe référence en France jusqu'à la fin des années 1990 avec 22 titres de Champion de France. À partir du début du XXIe siècle, le PUC est à la peine et sauve sa tête en Élite à plusieurs reprises. Il finit toutefois par subir la relégation en Nationale 1 en 2008 avant de retrouver le plus haut niveau en 2010. Il s'y maintient, malgré une dernière place au classement et grâce au forfait pour le match de barrage élite/N1 du finaliste de la Nationale 1 2010, Dunkerque.

## Historique

### Des origines
La pratique du baseball au PUC débute en 1923. La première affiliation du PUC à la Fédération Française de Baseball et de Thèque date de l'année 1924.

### Première renaissance: 1954-1956
Pour sa première année de renaissance, la section baseball du PUC se hisse en finale du championnat de France (la première finale nationale de son histoire), face au Stade français, s'inclinant 10 à 8. L'année suivante, le PUC affronte une nouvelle fois en finale du championnat de France le Stade français et s'impose 8 à 5, obtenant le premier de ses titres nationaux. cette année-là, deux joueurs de l'équipe seront sélectionnés pour représenter la France au championnat d'Europe à Barcelone. À l'issue de la saison 1956, le PUC Baseball disparaît à nouveau.

### Deuxième renaissance: 1962-1963
Cette renaissance ne durera que deux saisons durant lesquelles 12 joueurs seront sélectionnés en Équipe de France pour le Championnat d'Europe d'Amsterdam en 1962. En 1963, le PUC joue la Coupe d'Europe des clubs et s'incline, à Rocquencourt, en quarts de finale face au Picadero de Barcelone 9 à 2. À l'issue de la saison, le club disparaît une nouvelle fois.

### Troisième renaissance: 1965

#### De 1965 à la fin des années 70
L'année 1965 marque la renaissance définitive du club et le début de son développement tant sportif que structurel.
Entre 1965 et 1979, le PUC va remporter 8 titres de Champion de France (1965, 1966, 1970, 1972, 1973, 1975, 1976, 1977), terminant 4 fois 2e, 2 fois 3e et 1 fois 4e les autres années. Les années 1970 seront rythmées par les joutes nationales avec l'autre grand club de cette période, le Nice Université Club (NUC).
Dans le même temps, le PUC acquiert une réelle expérience internationale. Il réalise sa première tournée mondiale en mars 1970 en Italie en jouant à Parme, Casalecchio di Reno, Bologne, Rome et Florence. Toujours en 1970, après avoir reçu une équipe universitaire sud-africaine, l'équipe se rend en Suède à Leksand et Stockholm, signant sa première victoire internationale contre les Stockholm All-Stars, 14 à 11. En juillet 1973, le PUC Baseball effectue sa première tournée outre-Atlantique au Québec avec notamment une victoire 4-0 contre les Braves de Brossard. En se confrontant au niveau international, le PUC va connaître des fortunes diverses, collectionnant quelques déroutes, dont un cinglant 19-0 face au Monténégro en Coupe d'Europe 1973, ainsi que de nombreuses places d'honneur dans d'autres compétitions européennes (2e de la Coupe Méditerranéenne 1974, 2e de la Siljancup 1971 en Suède, 2e du tournoi de Borgherout en 1972, 2e du tournoi international de Paris en 1979).
Cet apprentissage, tantôt douloureux, tantôt heureux, sera marqué par l'une des plus belles réussites du baseball français au niveau européen, la 4e place du PUC lors de la Coupe d'Europe de 1976 disputée à Madrid en Espagne. Seul Rouen fera mieux en atteignant la finale de la Coupe d'Europe 2007. Régulièrement, le PUC comptera de nombreux joueurs sélectionnés en Équipe de France.
L'autre fait marquant du club, lors de cette période, est la structuration du club qui voit la création de nombreuses équipes en son sein : l'équipe réserve dès 1966, l'équipe Cadets en 1970, l'équipe Juniors en 1973, l'équipe de Mini-baseball en 1977, l'équipe de Softball féminin en 1978.
Cette évolution va pérenniser la structure du club qui, tout en continuant à être performant au haut niveau, devient un club formateur pour les plus jeunes et ouvert à la pratique féminine.

#### L'âge d'or du club: 1980-1994
Pendant près de quinze ans, le club va régner de manière hégémonique sur le baseball français, notamment de 1982 à 1992, remportant 11 fois consécutivement le titre de champion de France, record historique à ce jour. En prenant en compte le titre de 1980, le PUC remporte 12 fois le titre entre 1980 et 1994, se contenant de la deuxième place en 1982, 1993 et 1994. Il remporte également la première édition de la Coupe de France en 1993.
Mais ce qui constitue cet âge d'or ne s'arrête pas seulement aux performances nationales de l'équipe première. Elle concerne tout le club, aussi bien les performances des autres équipes que la création de nouvelles sections, la manière d'aborder la gestion du club ou la compétitivité sur le plan européen.
Trois nouvelles équipes sont créées. En 1983 ont lieu les premiers matchs de l'équipe de Softball masculin contre les Québécois de Berthierville (perdus 3-12 et 2-7). Le club créé en 1988 une section Cricket qui pour sa première année termine 3e du Championnat de France et remporte le 1er tournoi international de Paris. Enfin, en 1989, c'est la création de l'équipe Espoirs de baseball.
Toutes les équipes du club collectionnent les titres et les places d'honneur. Les équipes jeunes (juniors, cadets, minimes) réalisent même par trois fois le grand chelem en étant toutes championnes de France en 1988, 1993 et 1994. Le Softball féminin remporte deux fois le championnat de France durant cette période et il en est de même pour le cricket qui s'impose en championnat de France en 1993 et 1994 après trois coupes de France remportées en 1991, 1992 et 1994. Même le PUC 2 remporte son titre, celui de Champion de France de D2 en 1990. Au total, le PUC, toutes catégories confondues, va amasser pas moins de 41 titres nationaux de 1980 à 1994.
Cette période marque également un véritable essor sur le plan international. Tout d'abord pour l'équipe première de baseball qui multiplie les apparitions sur la scène européenne avec des tournées en Italie (1980, 1986), des titres en tournois internationaux (Utrecht 1982, Thiais 1982, Zulpich 1987, Trophée Riopelle 1990, Ronchin 1994) et de belles prestations en Coupe d'Europe B (invaincu en 1986 et 1989) ainsi qu'en Coupe d'Europe A où il termine pour la deuxième fois demi-finaliste en 1993 (après la demi-finale de 1976 à Madrid). Surtout, il signe l'une des plus belles performances de l'histoire du baseball français en battant le club de Rimini, alors champion d'Europe en titre, en Coupe d'Europe A 1990 sur le score de 11 à 4. Le lanceur vainqueur, Anthony Chavez, alors universitaire des San Jose State Spartans, effectue une pige au PUC. Il sera le premier puciste à jouer en Ligue majeure de baseball. Au cours de l'année 1984, le PUC participera même, en parallèle du championnat de France D1, au championnat de Belgique D1, terminant à une belle 6e place. L'équipe totalisera cette année-là 80 matchs officiels et se confrontera en match amical à l'Équipe nationale de Chine Populaire. Le PUC sera défait en 10e manche sur le score de 11 à 15 à la Cipale devant 712 spectateurs payants.
Parallèlement, le Softball féminin participe à ses premières coupes d'Europe en 1986 et 1988 (lors de cette dernière compétition, l'équipe signera sa première victoire internationale face à Munkene). Elle affronte en 1987 l'équipe nationale du Japon, match perdu 0 à 14. Le cricket participe aussi à ses premières compétitions européennes et termine 5e en 1994. Enfin, fait marquant du développement du club et de ses structures jeunes, le PUC envoie en stage, au cours de l'année 1991, 52 cadets et juniors en Floride.
Conséquences logiques de son développement et de ses performances sportives, le club fournit de nombreux joueurs aux équipes de France, voit de grands noms du baseball français naitre, évoluer ou passer en son sein (Emmanuel Dubaut, André Lebhar, Arnaud Fau, Jamel Boutagra, David Meurant) et surtout accueille en 1989 comme entraineur Yoshio Yoshida, ancien joueur professionnel japonais de baseball, plusieurs fois manager de l'équipe professionnelle japonaise des Hanshin Tigers et élu au Temple de la renommée du baseball du Japon en 1992. Une vraie révolution au PUC et dans le baseball français, symbole alors de l'âge d'or du club et du développement du baseball dans l'hexagone.

#### De 1995 à 2012
C'est donc au milieu des années 1990 que la suprématie du PUC va être contestée et en premier lieu celle de son équipe première. Le PUC termine 6e des championnats de France 1995 et 1996, puis tombe à la 8e place en 1997. Elle connaît un retour aux premières places, d'abord timide en 1998 en terminant 5e de la saison régulière mais finaliste en 1999 pour, finalement, remporter de nouveau le titre de champion de France en 2000. Jusqu'en 2003, le PUC n'avancera pas plus loin que less demi-finale du championnat de France mais reste une équipe compétitive, y compris sur la scène européenne avec notamment des 2e et 3e places respectivement en Coupe des Coupes B en 2000 et en Coupe CEB A en 2002.
Jusqu'en 2003, les équipes jeunes de baseball et les équipes de cricket continuent de récolter les titres et les places d'honneur. Les jeunes baseballeurs pucistes ramènent au club dix titres de champion de France de 1995 à 2003 dont la moitié provient de l'équipe Junior. Le cricket n'est pas en reste puisqu'il gagne ces années-là cinq titres de champion de France, une coupe de France, atteint deux fois les demi-finales de la Coupe d'Europe en 1995 et 1999 et réalise sa meilleure performance en 1998 en devenant finaliste de cette même compétition.
2004 marque un véritable tournant. Le PUC ne récolte cette année-là aucun titre dans aucune catégorie, une première depuis 1981 et la finale perdue du championnat de France contre le NUC. L'équipe première de baseball termine 6e en Élite. Les autres équipes, réserve, jeunes, cricket récoltent des places d'honneur qui, les années avançant, deviendront plus rares. De 2004 à 2010, le PUC n'a gagné qu'un seul titre national, celui de champion de France 2008 en catégorie Minimes. L'équipe première de baseball n'a pas fait mieux qu'une avant dernière place en 2007 et en 2009, elle connaît même la relégation en N1 durant une saison avant de retrouver l'Élite en 2010.
En 2011, l'équipe première de cricket et l'équipe réserve de baseball stoppent la série en donnant respectivement au PUC les titres de Champion de France Superligue Cricket (D1) et Nationale 2 (D3) tandis que l'équipe première de baseball réalise sa meilleure saison en Elite depuis 2004 sous l'impulsion du nouveau directeur sportif, Jeff Stoeckel. Pour sa deuxième saison au PUC, Jeff Stoeckel amène le PUC à la 3e place de la saison régulière avec une fiche de 18 victoires et 10 défaites, le meilleur résultat du club en saison régulière depuis 2002. Après avoir écarté les Barracudas de Montpellier en barrages de playoffs, le PUC s'incline en demi-finale face aux Templiers de Sénart en perdant la série 3 victoires à 1. La dernière demi-finale du PUC datait de 2003. Quelques semaines plus tard, l'équipe première de Cricket conserve son titre de Champion de France Superligue face à Dreux après avoir perdu la finale Elite40 une semaine avant face à cette même équipe de Dreux.    
De 2013 à aujourd'hui
En 2013, sous l'impulsion du nouveau Head Coach de l'équipe première de baseball Kieran Mattison, le PUC atteint une nouvelle fois les demi-finales de la D1 s'inclinant encore contre Sénart par 3 défaites pour une victoire. Pour les 90 ans du PUC, le club réalise une belle saison avec notamment un nouveau titre de champion de France Superligue en cricket et le premier titre de champion de France Baseball U18 depuis 2002.   
En juin 2014, dirigés par Fred Mouchet, les cadets (U15) réalisent une magnifique saison, ils remportent leurs 11e titre de Champion de France et premier depuis 1999 en battant 8-2 les Pibas de l'entente de Anglet-La Teste, complétant le quadruplé : IdF, Inter CD, Tournoi Européen HCAW à Bussum et le Championnat de France. Ils réussissent l'exploit de rester invaincus toute la saison.  
En 2016, les jeunes sont encore à l'honneur puisque le club remporte 2 titres de Champion de France de baseball dans les catégories (U12) et (U15) et le Juniors (U18) finissent deuxième et s'inclinent en Finale devant les Barracudas de Montpellier. L'équipe de Cricket senior quant à elle est de nouveau championne de France Superligue Cricket en D1 en 2017 et conserve son titre en 2018.  
En 2018, les jeunes (U18) sont champions d'Europe de baseball en remportant le tournoi Palomino Europe de la Pony League à Stuttgart en Allemagne. .  

## Terrain
Le terrain de jeu du PUC est situé au sein du complexe sportif du Stade Pershing, dans le Bois de Vincennes à Paris.

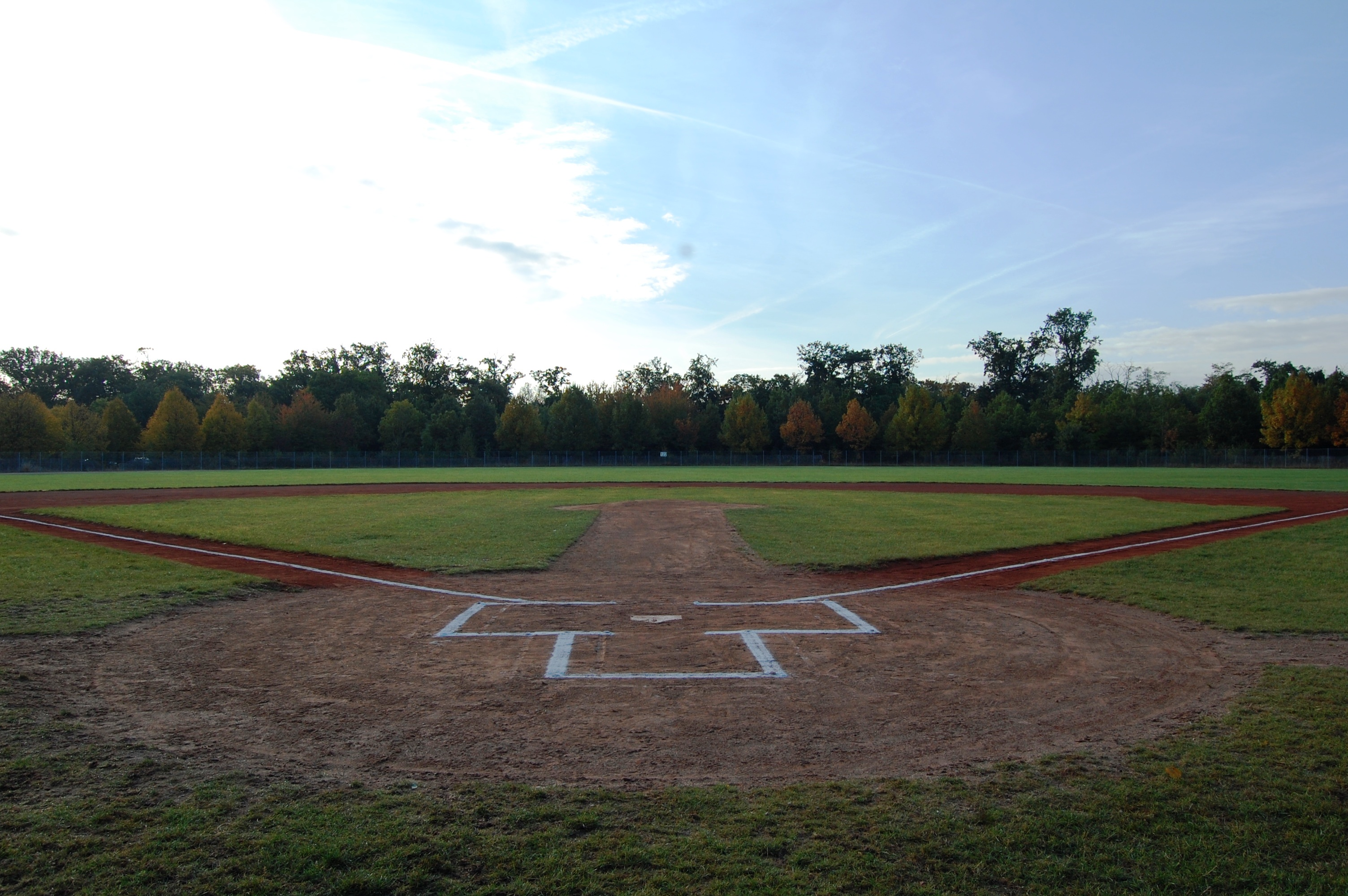
Terrain de baseball du Paris Université Club.

## Palmarès

### Baseball

#### Équipe Première
- Champion de France Élite (D1) (22) : 1955, 1965, 1966, 1970, 1972, 1973, 1975, 1976, 1977, 1980, 1982, 1983, 1984, 1985, 1986, 1987, 1988, 1989, 1990, 1991, 1992, 2000.
- Vice-Champion de France Élite (8) : 1954, 1968, 1971, 1974, 1981, 1993, 1994, 1999, 2014.
- Vainqueur de la Coupe de France : 1993.
- Vainqueur de la Coupe de France Universitaire : 1969.
- Finaliste de la Coupe de France Universitaire : 1968.
- Finaliste du Challenge de France : 2002.
- Vainqueurs de la Coupe d'Europe B : 1986, 1989.
- Demi-finaliste Coupe d'Europe des clubs champions : 1976, 1993.
- Demi-finaliste Coupe CEB : 2002.
- 2e place Coupe Méditerranéenne : 1974.
- Tournois internationaux remportés : Utrecht 1982, Thiais 1982, Zulpich 1987, Trophée Riopelle 1990, Ronchin 1994, Paastornooi Royal Grays Merksem-Anvers 2012, Paastornooi Mortsel Stars (Belgique) 2013.

#### Équipe Réserve
- Champion de France Nationale 1 (D2) : 1975, 1990.
- Champion de France Nationale 2 (D3) : 2011.

#### Équipes Jeunes
- Champion de France Juniors / U18 (15) : 1979, 1980, 1985, 1986, 1987, 1988, 1991, 1992, 1993, 1994, 1996, 1998, 1999, 2000, 2002, 2013.
- Champion de France Cadets / U15 (11) : 1976, 1978, 1979, 1987, 1988, 1990, 1993, 1994, 1997, 1999, 2014, 2016
- Champion de France Minimes / U12 (9) : 1984, 1988, 1991, 1992, 1993, 1994, 1997, 1998, 2008, 2016.
- Champion de France Benjamins / U9 : 2002.
- Champion d'Europe Junior / U18 (1) : 2018 (Pony League Palomino)

### Softball
- Championnat de France D1 (féminin) : 1985, 1987.
- Finaliste Championnat de France D1 (féminin) : 1979, 1980, 1983, 1988.
- Championnat de France D1B (féminin) : 1995 (entente PUC-Sarcelles).
- Finaliste Championnat de France Senior Masculin : 1990.

### Cricket
- Champion de France (12) : 1993, 1994, 1996, 1997, 1998, 2000, 2003, 2011, 2012, 2013, 2016, 2017.
- Finaliste Championnat de France : 1992, 1999, 2002, 2007.
- Finaliste Elite40 : 2012.
- Vainqueur de la Coupe de France : 1991, 1992, 1994, 1997, 2014.
- Finaliste de la Coupe d'Europe des clubs champions : 1998.
- Demi-finaliste de la Coupe d'Europe : 1995, 1999.
- Championnat de France D2 (équipe réserve) : 1995.
- Tournoi international de Paris : 1988.